# Keresztes Ildikó Band
A Keresztes Ildikó Band magyar rockzenekar, ami 2000-ben alakult Keresztes Ildikó kísérőzenekaraként.

## Története
2000-ben alakult Keresztes Ildikóval, Maróthy Zoltánnal, az Ossian, a Fahrenheit, a Kiss Forever Band és Koncz Zsuzsa kísérőzenekarának gitárosával, Vörös Gáborral, az Omen és az Ossian basszusgitárosával, Pálfi Balázszsal a Hot Shot billentyűsével és Herpai Sándorral, a V’Moto-Rock és a P. Mobil dobosával. A zenekar vokálénekesei: Csányi István, a Jeff Porcaro emlékzenekar, valamint számos produkció session-zenésze, aki szaxofonon is közreműködött, és Nádorfi Krisztina musical színésznő.
2001-ben Maróthy Zoltán helyét Alapi István, az Edda Művek gitárosa vette át. Ez a felállás 2002-ben megszűnt.
2005-ben újraalakult: ének- és gitár helyen nem történt változás (Keresztes és Alapi maradt). Viszont a basszusgitáros Kicska László, a billentyűs Gömöry Zsolt, a dobos pedig Hetényi Zoltán lett. Ők is az Edda Művekből jöttek, csakúgy mint Alapi. A 2005-ös Omega turnén előzenekaraként működtek, majd megszűntek.
2009-ben szintén újraalakult a zenekar: ének- és billentyűs helyen nem történt változás (Keresztes és Gömöry maradt). Viszont Egyházi Gábor lett a basszusgitáros, Sümeghi Tamás a dobos, Szekeres Tamás pedig a gitáros. Ez a formáció három éven keresztül működött.
A kísérőzenekar 2012-ben teljesen átalakult. Az új gitáros Szűcs János lett, aki Keresztes Ildikó 2011-es A démon, aki bennem van című albumán gitározott. A basszusgitáros Lőrincz Viktor, a dobos pedig Borbély Zsolt lett – velük Ildikó még sohasem dolgozott. A billentyűs Popper Péter, akivel Ildikó már régebb óta zenélt különböző formációkban. Ez a felállás 2014-ben megszűnt.

## Tagok
| 2000-2001 | - Keresztes Ildikó – ének - Maróthy Zoltán – gitár - Vörös Gábor – basszusgitár - Pálfi Balázs – billentyű - Herpai Sándor – dob - Csányi István – vokál, szaxofon - Nádorfi Krisztina – vokál |
| 2001-2002 | - Keresztes Ildikó – ének - Alapi István – gitár - Vörös Gábor – basszusgitár - Pálfi Balázs – billentyű - Herpai Sándor – dob - Csányi István – vokál, szaxofon - Nádorfi Krisztina – vokál   |
| 2005      | - Keresztes Ildikó – ének - Alapi István – gitár - Kicska László – basszusgitár - Gömöry Zsolt – billentyű - Hetényi Zoltán – dob - Csányi István – vokál, szaxofon                            |
| 2009-2011 | - Keresztes Ildikó – ének - Szekeres Tamás – gitár - Egyházi Gábor – basszusgitár - Gömöry Zsolt – billentyű, vokál - Sümeghi Tamás – dob                                                      |
| 2012-2014 | - Keresztes Ildikó – ének - Szűcs János – gitár - Lőrincz Viktor – basszusgitár, vokál - Popper Péter – billentyű, vokál - Borbély Zsolt – dob                                                 |